# Judo en los Juegos Asiáticos de 1986
El torneo de judo en los Juegos Asiáticos de 1986 se realizó en Seúl (Corea del Sur), entre el 20 de septiembre y el 5 de octubre de 1986.
En total se disputaron en este deporte ocho pruebas diferentes, todas ellas en la categoría masculina.

## Resultados

### Masculino
| Evento            | Oro                           | Plata                       | Bronce                                              |
| ----------------- | ----------------------------- | --------------------------- | --------------------------------------------------- |
| –60 kg            | Kim Jae-Yup Corea del Sur     | Koji Ono Japón              | Zhang Guojun China Morteza Jodadadi Irán            |
| –65 kg            | Lee Kyung-Keun Corea del Sur  | Yosuke Yamamoto Japón       | Sandeep Byala India Wang Jong-She China             |
| –71 kg            | Ahn Byeong-Keun Corea del Sur | Yukiharu Yoshitaka Japón    | Chong Siao Chin Hong Kong Zhu Ziangcai China        |
| –78 kg            | Cho Kim-Byung Corea del Sur   | Tang Haili China            | Bharat Singh Yadav India Marut Techawanit Tailandia |
| –86 kg            | Park Kyung-Ho Corea del Sur   | Noriyuki Sannohe Japón      | Hasbodin Rojanachiva Tailandia Su Jungen China      |
| –95 kg            | Ha Hyung-Joo Corea del Sur    | Hitoshi Sugai Japón         | Bader Garib Kuwait Cawas Billimoria India           |
| +95 kg            | Hitoshi Saitō Japón           | Xu Guoqing China            | Shyam Singh Gurjar India Kim Ik-Soo Corea del Sur   |
| Categoría abierta | Yoshimi Masaki Japón          | Cho Yong-Chul Corea del Sur | Ding Mingjing China Ramnivas Singh India            |

## Medallero
| Núm. | País          | Oro | Plata | Bronce | Total |
| ---- | ------------- | --- | ----- | ------ | ----- |
| 1    | Corea del Sur | 6   | 1     | 1      | 8     |
| 2    | Japón         | 2   | 5     | 0      | 7     |
| 3    | China         | 0   | 2     | 5      | 7     |
| 4    | India         | 0   | 0     | 5      | 5     |
| 5    | Tailandia     | 0   | 0     | 2      | 2     |
| 6    | Hong Kong     | 0   | 0     | 1      | 1     |
| 6    | Irán          | 0   | 0     | 1      | 1     |
| 6    | Kuwait        | 0   | 0     | 1      | 1     |
|      | TOTAL         | 8   | 8     | 16     | 32    |